# Kulturåret 1764

## Händelser
- okänt datum – Louis Frossard och Marie-Renée Frossard engageras vid den franska teatern i Sverige.

## Födda
- 15 februari – Jens Baggesen (död 1826), dansk författare.
- 25 februari – Carl Gustaf von Brinkman (död 1847), svensk poet, författare, diplomat och ledamot av Svenska Akademien.
- 2 maj – Friedrich von Gentz (död 1832), tysk politisk skriftställare.
- 20 maj – Johann Gottfried Schadow (död 1850), tysk skulptör och grafiker.
- 9 juli – Ann Radcliffe (död 1823), engelsk författare.
- 24 november – Ulrika Carolina Widström (död 1841), svensk poet och översättare.
- okänt datum – Samuel Ahlgren (död 1816), svensk skådespelare.

## Avlidna
- 3 juni – Hans Adolph Brorson (född 1694), dansk biskop och psalmdiktare.
- 12 september – Jean-Philippe Rameau (född 1683), fransk kompositör inom barockmusik.
- 26 oktober – William Hogarth (född 1697), engelsk målare, grafiker och karikatyrtecknare.
- 20 december – |Erik Pontoppidan (född 1698), dansk teolog, historiker, författare och ornitolog.